# Jindřichovice pod Smrkem
Jindřichovice pod Smrkem é uma comuna checa localizada na região de Liberec, distrito de Liberec‎.